# .ws
.ws este un domeniu de internet de nivel superior, pentru Samoa (ccTLD) sau alte baze de date superioare.